# Mikołaj Naruszewicz (zm. 1575)
Mikołaj Pawłowicz Naruszewicz herbu Wadwicz (zm. 1575), podskarbi wielki litewski.
Syn Pawła, sekretarza królewskiego i pisarza litewskiego. Brat Stanisława, kasztelana smoleńskiego. Poślubił Barbarę Kuncewiczową, koniuszankę litewską. Ojciec Jana, łowczego litewskiego i posła, Krzysztofa, podskarbiego wielkiego litewskiego, Mikołaja, kasztelana żmudzkiego.
Dworzaninem królewskim był od 1551, następnie został starostą wołkowyskim 1556.
Od 1558 był sekretarzem królewskim. W latach 1566–1575 pełnił urząd podskarbiego wielkiego litewskiego. Na dworze królewskim był pisarzem litewskim. Piastował też stanowiska starosty miadziolskiego i markowskiego.
Na sejmie bielskim 1564 roku był świadkiem wydania przywileju bielskiego przez króla Zygmunta II Augusta. Podpisał unię lubelską 1569 roku. 
W 1573 roku potwierdził elekcję Henryka III Walezego na króla Polski.